# Let’s Get Loud
«Let’s Get Loud» (с англ. — «Громче») — песня, записанная американской певицей и актрисой Дженнифер Лопес для её дебютного альбома On the 6 (1999). Изначально, композиция была предназначена для Глории Эстефан, но она посчитала, что песня очень похожа на её предыдущие работы и передала её Лопес. Эстефан, которая так же, как и Кайк Сантандер является соавтором песни, заявила, что песня «доставит ей больше удовольствия» и Лопес сможет подарить ей «новую жизнь». «Let’s Get Loud» иногда рассматривается как визитная карточка Лопес. В 2011 году Глория Эстефан выпустила свою собственную версию песни, которая вошла в делюкс-Target-версию её альбома Miss Little Havana в качестве бонус-трека.
«Let’s Get Loud» попал в чарты нескольких стран, добравшись до топ-10 в пяти европейских странах. Несмотря на то, что сингл не был выпущен в США, он также попал в американский чарт Billboard Hot Dance Club Songs. Композиция получила положительные отзывы критиков, и в 2001 году принесла Лопес вторую номинацию на «Грэмми» в категории «Лучшая танцевальная запись». Режиссёром клипа на песню выступил Джеффри До. Видео снималось на Чемпионате мира по футболу среди женщин 1999.

## История
После съёмок в нескольких ролях второго плана, в 1996 году Лопес совершила большой прорыв в своей карьере, получив главную роль в фильме «Селена», биографической ленте о покойной американской певице и авторе песен. В фильме для музыкального сопровождения использовался голос Селены, но во время съёмок Лопес пела вживую. Отвечая на вопрос в интервью, вдохновил ли её фильм на начало музыкальной карьеры, Лопес ответила: «Я очень, очень вдохновилась, так как я начинала свою карьеру в музыкальном театре. Этот фильм напомнил мне о пении, танцах и тому подобных вещах, которых мне так не хватало…». После съёмок в фильме Лопес «почувствовала свои латиноамериканские корни» и записала демозапись на испанском языке под названием «Vivir Sin Ti». Менеджер Лопес отправил эту песню компании Work Records, принадлежавшей Sony Music Entertainment, и продюсеры заинтересовались ею. Глава лейбла Томми Мотолла предложил Лопес петь на английском языке. Она согласилась и начала записывать дебютный альбом On the 6. Во время работы над пластинкой Лопес осознала, что с ней заключили контракт только из-за внешности и уже известного имени в шоу-бизнесе. Она хотела доказать, что действительно обладает музыкальным талантом. Ещё до музыкального дебюта Лопес критики задавались вопросом, почему она так рискует начать музыкальную карьеру. Было отмечено, что «если бы альбом оказался провальным, это не только бы поставило Лопес в невыгодное положение, но даже могло навредить её карьере».

## Музыка и текст
Изначально песня была написана для Глории Эстефан, но она посчитала, что композиция очень похожа на её предыдущий материал. Затем она передала песню Лопес, посчитав, что она «доставит ей больше удовольствия» и Лопес «подарит ей новую жизнь». Авторами песни являются Глория Эстефан и Кайк Сантандер, которые вместе с Эмилио Эстефаном младшим выступили аранжировщиками и сопродюсерами трека. Вокал Лопес был записан Хавьером Гарса и Марсело Анез на студии Crescent Moon Studios во Флориде, Майами. На этой же студии песня была смикширована Пабло Флорезом.

## Восприятие

### Коммерческий успех
Сингл дебютировал под номером 49 в австралийском чарте синглов в течение недели, закончившейся 20 августа 2000 года. В конце недели, закончившейся 12 ноября 2000 года, песня добралась до девятого места и продержалась там пять недель подряд. В Австрии песня дебютировала под номером 35 в течение недели, закончившейся 9 июля 2000 года, и достигла наивысшей одиннадцатой позиции 20 августа 2000 года. Наибольшего успеха сингл достиг в Италии и Нидерландах. В Италии он дебютировал под номером двенадцать в течение недели, закончившейся 22 июня 2000 года, и на следующей неделе добрался до своей наивысшей шестой строчки, оставаясь в топ-10 в течение пяти недель подряд, после чего он вылетел из чарта. В Нидерландах песня достигла третьего места, что стало её наивысшей позицией во всех чартах. В США «Let’s Get Loud» стал вторым синглом с альбома On the 6, после «No Me Ames», который не попал в чарт Billboard Hot 100. Но тем не менее, песня достигла 39-й строчки в американском чарте Billboard Hot Dance Club Play. Позже сингл занял 25-ю строчку в общегодовом австралийском чарте 2000 года. По состоянию на 2013 год цифровые продажи сингла в США составляют 413 000 копий.

### Отзывы критиков

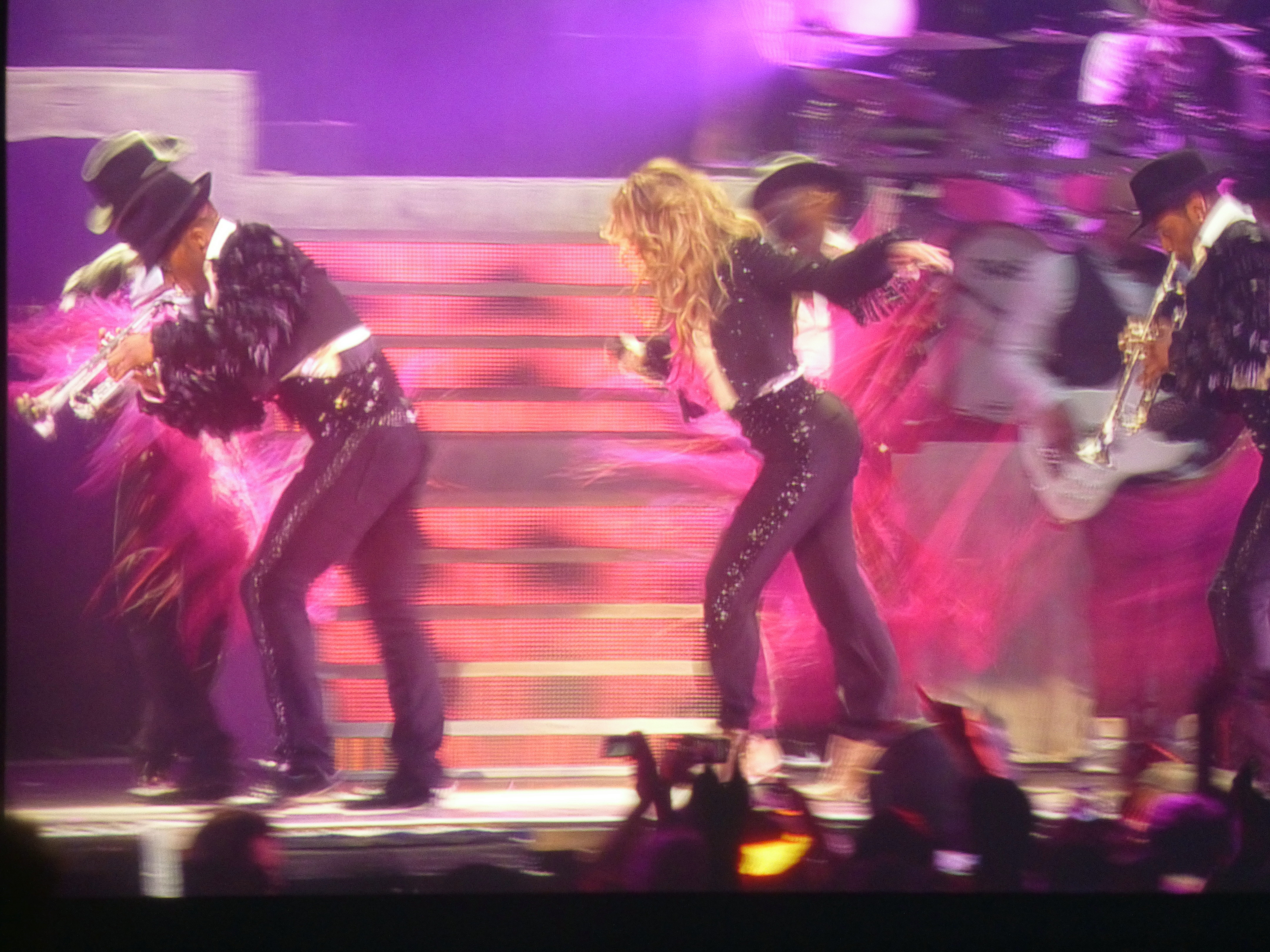
Лопес исполняет песню «Let’s Get Loud» во время её тура Dance Again World Tour в 2012 году в Париже.

Марио Таррадель из издания The Dallas Morning News похвалил песню за содержание в ней элементов латинской музыки, посчитав, что «Дженнифер Лопес явно демонстрирует своё латиноамериканское происхождение». Рецензент Хизер Фарес с сайта Allmusic, в своей рецензии к альбому On the 6 дала положительную оценку песне, посчитав, что «Let’s Get Loud» имеет «пламенное, проникновенное звучание», которое соответствует имиджу певицы. Майкл Паоллета с журнала Billboard высказал мнение, что песня «переполнена апломбом примадонны и сентиментальностью латиноамериканской и поп-музыки», и что ремиксы позволяют прослушать композицию в различных вариациях. В частности рецензент отметил ремиксы Kung Pow и Castle Hills Club mix. Ричард Торрес из агентства Newsday негативно оценил песню, отметив, что Лопес не удалось исполнить её с необходимой живостью и силой: «Она слишком воздушна там, где нужно спуститься на землю с небес» — заключил рецензент. В 2001 году Лопес была номинирована на «Грэмми» с этой песней в категории «Лучшая танцевальная запись» (в 2000 году певица была номинирована на эту же премию с песней «Waiting for Tonight»).

## Видеоклип и выступления
Музыкальное видео на композицию, которое снималось в прямом эфире Чемпионата мира по футболу среди женщин 1999 на стадионе Rose Bowl в Пасадине, было снято режиссёром Джеффри До. В клипе Лопес одета в серебряное вечернее платье и носит белые сапоги. 23 октября 2007 года, будучи беременной, Лопес исполнила песню в одном из выпусков пятого сезона американской версии шоу Dancing with the Stars. В 2010 году она исполнила её на музыкальном фестивале San Remo Music Festival. Ученики-аутисты школы в Статен-Айленде (Нью-Йорк) слушали песню «Let’s Get Loud» каждый день, заучивая танцевальные движения и текст песни. Школа написала Лопес письмо с просьбой прислать ученикам автограф или плакат, но вместо этого она исполнила песню на их выпускном вечере.
Лопес также исполняла песню в рамках гастрольного тура Dance Again World Tour. Перед её исполнением она появлялась на сцене, одетая в смокинг с розовыми блёстками. Во время выступления её танцоры срывали с себя смокинги, под которыми находились чёрные кружевные костюмы. Песня также была включена в сет-лист её шоу-резиденции в Лас-Вегасе «All I Have», которое началось в январе 2016 года. Она исполнила эту песню в финале пятнадцатого сезона шоу American Idol 7 апреля 2016 года вместе с композицией «Ain’t Your Mama».

## Список композиций
| №  | Название          | Длительность |
| -- | ----------------- | ------------ |
| 1. | «Let's Get Loud»  | 3:58         |
| 2. | «Feelin' So Good» | 3:39         |

| №  | Название                                            | Длительность |
| -- | --------------------------------------------------- | ------------ |
| 1. | «Let's Get Loud» (Album version)                    | 3:59         |
| 2. | «Let's Get Loud» (Kung Pow Radio Mix)               | 3:57         |
| 3. | «Let's Get Loud» (Castle Hill Club Mix)             | 8:08         |
| 4. | «Let's Get Loud» (D.MD Strong Club)                 | 10:32        |
| 5. | «Let's Get Loud» (Matt & Vito's Live Your Club Mix) | 11:19        |

| №  | Название                                                   | Длительность |
| -- | ---------------------------------------------------------- | ------------ |
| 1. | «Let's Get Loud» (Album version)                           | 3:58         |
| 2. | «Let's Get Loud» (Kung Pow Radio Mix)                      | 3:57         |
| 3. | «Let's Get Loud» (Castle Hill Club Mix)                    | 8:08         |
| 4. | «Let's Get Loud» (Matt & Vito's Live Your Life Radio Edit) | 4:11         |

| №  | Название                                                 | Длительность |
| -- | -------------------------------------------------------- | ------------ |
| 1. | «Let's Get Loud» (D. MD Strong Club)                     | 10:32        |
| 2. | «Let's Get Loud» (Matt & Vito's Live Your Life Club Mix) | 11:19        |
| 3. | «Let's Get Loud» (Castle Hill Club Mix)                  | 8:08         |
| 4. | «Let's Get Loud» (Kung Pow Radio Mix)                    | 3:57         |

## Чарты и сертификации
| Чарт (2000)                      | Наивысшая позиция |
| -------------------------------- | ----------------- |
| Австралия                        | 9                 |
| Австрия                          | 11                |
| Бельгия (Фландрия)               | 7                 |
| Бельгия (Валлония)               | 21                |
| Франция                          | 40                |
| Германия                         | 13                |
| Италия                           | 6                 |
| Нидерланды                       | 2                 |
| Нидерланды (Mega Single Top 100) | 3                 |
| Швеция                           | 52                |
| Швейцария                        | 10                |
| США                              | 39                |

| Чарт (2000)                      | Позиция |
| -------------------------------- | ------- |
| Австралия                        | 25      |
| Бельгия (Фландрия)               | 37      |
| Бельгия (Валлония)               | 77      |
| Германия                         | 94      |
| Италия                           | 57      |
| Нидерланды (Mega Single Top 100) | 14      |
| Швейцария                        | 42      |

| Чарт (2000) | Позиция |
| ----------- | ------- |
| Нидерланды  | 81      |

| Чарт      | Позиция |
| --------- | ------- |
| Австралия | 347     |

| Регион     | Сертификация |
| ---------- | ------------ |
| Австралия  | Платиновый   |
| Нидерланды | Золотой      |

## Участники записи
Запись
- Песня была записана и смикширована на студии Crescent Moon Studios в Майами, Флорида.

Участники записи
- Исполнительный продюсер — Эмилио Эстефан младший
- Продюсеры — Эмилио Эстефан младший, Кайк Сантандер
- Аранжировка — Кайк Сантандер
- Бэк-вокал — Донна Аллен, Бетти Райт
- Пианино — Пакито Эчаваррия
- Перкуссия — Эдвин Бонилья
- Труба —Рэндалл Барлоу, Дуглас Михельс
- Тромбон — Эрнан «Тедди» Мулет
- Саксофон — Кенни Андерсон
- Инженер звукозаписи — Хавьер Гарза, Марсело Анез
- Инженер микширования — Пабло Флорез

Информация адаптирована с буклета альбома On the 6.

## История релиза
| Страна   | Дата         | Формат   | Лейбл |
| -------- | ------------ | -------- | ----- |
| Германия | 13 июня 2000 | CD-сингл | Sony  |